# Bede Griffiths
Alan Richard „Bede” Griffiths, znany także jako Swami Dayananda (ur. 17 grudnia 1906, zm. 13 maja 1993) – benedyktyński mnich pochodzenia brytyjskiego, który żył w aśramie w południowych Indiach, autor książek o dialogu między chrześcijaństwem a hinduizmem.
Studiował literaturę na Uniwersytecie Oksfordzkim pod kierownictwem C.S. Lewisa, z którym zaprzyjaźnił się na całe życie. 
W grudniu 1932 wstąpił do zakonu benedyktynów w Prinknash Abbey koło Gloucester, gdzie otrzymał święcenia kapłańskie w 1940. Spędził trochę czasu w siostrzanym opactwie w Szkocji, lecz w 1955 - po dwudziestu latach życia wspólnotowego - przeniósł się do Kengeri w Bangalore (Indie) z zamiarem zbudowania tam klasztoru. Projektu nie udało się zrealizować.
Za świętego uważany w Reformowanym Kościele Katolickim w Polsce - wspomnienie liturgiczne obchodzone jest 13 maja.